# Данка Ковинич
Данка Ковинич (серб. кир.: Данка Ковинић; 18 листопада 1994 р.) — чорногорська професійна тенісистка і член команди Кубку Fed Cup Чорногорії.
22 лютого 2016 року вона досягла найвищого рейтингу в одиночному розряді світового №46, а 20 червня 2016 року досягла 67-го місця у рейтингу парних розрядів WTA.

## Кар'єра

### 2010–2015
Ковинич почала грати як професіонал у 2010 році. Її першим одиночним турніром WTA Tour став Гран-прі Будапешта 2013 року, де вона стала першою чорногоркою, яка вийшла у чвертьфінал змагань WTA.  Її перші перемоги в одиночному розряді на Великому шоломі відбулися на Відкритому чемпіонаті Франції 2015 та Відкритому чемпіонаті США 2015, і вона досягла свого першого фінального турніру WTA на Відкритому чемпіонаті Тяньцзіня в жовтні 2015 року.
Її перший парний матч у турі WTA відбувся у Боготі, у квітні 2014 року. Вона виграла свій перший титул WTA в парному розряді зі Стефані Фогт у липні 2015 року в Бад Гаштайн.

### 2016
Ковинич розпочала сезон на Окленд Оупленд. У першому раунді вона програла третій насінниці Кароліні Возняцкі.  У парному розряді вона та Барбора Стрикова досягли фіналу, в якому програли Елізе Мертенс та Ан-Софі Местах.  На міжнародному «Хобарті» Ковинич була переможена в першому турі від австралійської уайлдкард Кімберлі Біррелл.  На Відкритому чемпіонаті Австралії Ковинич пробилася у другий раунд і програла 14-й посівній і дворазовій чемпіонці Вікторії Азаренко. 
Посівна третьою на Відкритому чемпіонаті Ріо, Ковинич вийшла в чвертьфінал, де її перемогла уайлдкард Сорана Кірстеа.  Посівши сьоме місце в Abierto Mexicano, вона програла у другому турі Крістіні Макхейл.  Посівна сьомою на Монтеррей Оупен, вона була переможена в першому турі від кваліфікації Ніколь Гіббс.  На Відкритому чемпіонаті Індіан-Уеллса Ковинич у другому турі зіткнулася з восьмою посівною Петрою Квітовою. Вона підштовхнула Квітову до трьох сетів, але в підсумку програла матч.  На Відкритому чемпіонаті Маямі Ковинич зазнала поразки у другому раунді від 24-ї сіянки Джоанни Конти. 

### 2020
На Відкритому чемпіонаті Австралії Ковинич програла у першому раунді 16-й посівній Елізі Мертенс. 
На Abierto Mexicano вона була переможена в першому турі Катериною Бондаренко.  На Монтеррей Відкритому чемпіонаті вона програла в першому раунді першій насінниці та майбутній чемпіонці Еліні Світоліній. 
У серпні Ковинич зіграла на Відкритому чемпіонаті Цинциннаті, де зазнала поразки у першому раунді кваліфікації від Віри Звонарєвої. На Відкритому чемпіонаті США вона пробилася у другий раунд і програла 24-й насінниці Магді Лінетт. 

### 2021
У січні вона розпочала свій австралійський тур на турнірі Gippsland Trophy перемогою проти Тамари Зіданшек, а потім програла Олені Остапенко в наступному раунді. Після цього вона зіграла на Відкритому чемпіонаті Австралії, де програла в першому раунді проти першого посіву та першої світової чемпіонки Ешлі Барті. Наступним її турніром став трофей «Філіп Айленд», де вона зіграла проти 13-ї  Марі Бузкової і пішла у відставку під час другого сету після перемоги в першому.
У березні Данка пройшла в 1/8 фіналу на відкритому чемпіонаті  Аб'єрто Сапопан у Гвадалахарі, Мексика, де її поразка в прямих сетах відбулася від Лорен Девіс. Під час цього турніру у неї була травма спини, і їй довелося вийти з Монтеррей Оупен та Маямі Опен.
У квітні, повернувшись після травми, Ковинич пробилася в чвертьфінал відкритого чемпіонату Чарльстона, обігравши третю посівну Петру Квітову в прямих сетах у 1/8 фіналу, що стало її третьою перемогою над гравцем, який потрапив у топ-10. У наступному раунді вона перемогла 11-ту насінницю Юлію Путінцеву та вийшла у свій перший півфінал WTA 500. Після цього вона обіграла 12- ту сіяну Онс Джабур у прямих сетах, щоб замовити місце у третьому фіналі кар'єри, який вона програла Вероніці Кудерметовій.
Після цього вона увійшла до Чарлстон Оупен, де дійшла до свого другого поспіль півфіналу WTA Tour, обігравши Вікторію Томову в прямих сетах, сьому сіяну Лорен Девіс у 1/8 фіналу та Шелбі Роджерс у чвертьфіналі. Потім вона програла першій насінниці Унс Джабір.

## Графік виконання
Ключ
(W) виграла; (F) фіналістка; (SF) півфіналістка; (QF) чвертьфіналістка; (#R) раунди 4, 3, 2, 1; (RR) круговий етап; (Q #) кваліфікаційний раунд; (P #) попередній раунд; (A) відсутній; (P) відкладено; (Z #) зональна група Davis / Fed Cup (із зазначенням номера) або плей-офф (PO); (G) золота, (F-S) срібна або (SF-B) бронзова олімпійська медаль; турнір Masters Series / 1000 із зниженою кваліфікацією (NMS); (NH) не проводиться. SR = коефіцієнт страйку (перемоги / змагання)
Щоб уникнути плутанини та подвійного підрахунку, ці таблиці оновлюються в кінці турніру або після закінчення участі гравця.

Тільки результати основного розіграшу в турнірах WTA, турнірах Великого шолома, Кубку Fed Cup  / Кубку Біллі Джин Кінга та Олімпійських іграх включаються до записів про перемогу / програш. 

### Одиночний
| Турнір                   | 2013 | 2014 | 2015  | 2016  | 2017 | 2018 | 2019 | 2020 | 2021  | SR                   | В–П                  | Виграш %             |
| ------------------------ | ---- | ---- | ----- | ----- | ---- | ---- | ---- | ---- | ----- | -------------------- | -------------------- | -------------------- |
| Турніри Великого шлему   |      |      |       |       |      |      |      |      |       |                      |                      |                      |
| Australian Open          | A    | Q3   | Q1    | 2R    | 2R   | Q2   | Q3   | 1R   | 1R    | 0 / 4                | 2–4                  | 33%                  |
| French Open              | A    | 1R   | 2R    | 1R    | 1R   | Q1   | Q1   | 1R   | 2R    | 0 / 6                | 2–6                  | 25%                  |
| Wimbledon                | A    | Q3   | 1R    | 1R    | 1R   | Q3   | Q2   | NH   | A     | 0 / 3                | 0–3                  | 0%                   |
| US Open                  | Q2   | Q1   | 2R    | 1R    | Q2   | Q1   | Q2   | 2R   |       | 0 / 3                | 2–3                  | 40%                  |
| Виграш–Програш           | 0–0  | 0–1  | 2–3   | 1–4   | 1–3  | 0–0  | 0–0  | 1–3  | 1–2   | 0 / 16               | 6–16                 | 27%                  |
| WTA 1000                 |      |      |       |       |      |      |      |      |       |                      |                      |                      |
| Dubai / Qatar Open       | A    | Q2   | A     | A     | A    | Q2   | A    | A    | A     | 0 / 0                | 0–0                  | –                    |
| Indian Wells Open        | A    | A    | A     | 2R    | 1R   | A    | A    | NH   | NH    | 0 / 2                | 1–2                  | 33%                  |
| Miami Open               | A    | A    | Q2    | 2R    | 1R   | A    | A    | NH   | A     | 0 / 2                | 1–2                  | 33%                  |
| Madrid Open              | A    | A    | A     | 2R    | A    | A    | A    | NH   | 1R    | 0 / 2                | 1–2                  | 33%                  |
| Italian Open             | A    | A    | A     | 1R    | A    | A    | A    | 3R   | A     | 0 / 2                | 2–2                  | 50%                  |
| Cincinnati Open          | A    | A    | A     | Q1    | A    | A    | A    | Q1   |       | 0 / 0                | 0–0                  | –                    |
| Pan Pacific / Wuhan Open | A    | A    | 1R    | 1R    | Q1   | A    | A    | NH   |       | 0 / 2                | 0–2                  | 0%                   |
| China Open               | A    | A    | Q1    | 1R    | Q1   | A    | A    | NH   |       | 0 / 1                | 0–1                  | 0%                   |
| Кар'єрна статистика      |      |      |       |       |      |      |      |      |       |                      |                      |                      |
| Турніри                  | 2    | 12   | 13    | 23    | 16   | 5    | 3    | 7    | 11    | Загальна кар’єра: 92 | Загальна кар’єра: 92 | Загальна кар’єра: 92 |
| Титули                   | 0    | 0    | 0     | 0     | 0    | 0    | 0    | 0    | 0     | Загальна кар’єра: 0  | Загальна кар’єра: 0  | Загальна кар’єра: 0  |
| Фінали                   | 0    | 0    | 1     | 1     | 0    | 0    | 0    | 0    | 1     | Загальна кар’єра: 3  | Загальна кар’єра: 3  | Загальна кар’єра: 3  |
| Загалом Виграш–Програш   | 2–2  | 6–12 | 15–13 | 18–23 | 3–16 | 3–5  | 2–3  | 5–7  | 11–11 | 0 / 92               | 65–92                | 41%                  |
| Рейтинг на кінець року   | 170  | 109  | 58    | 74    | 118  | 182  | 88   | 77   |       | $1,938,591           | $1,938,591           | $1,938,591           |

### Парний
| Турнір                        | 2015 рік | 2016 рік | 2017 рік | . . . | 2020 рік | 2021 рік | SR  | В–П |
| ----------------------------- | -------- | -------- | -------- | ----- | -------- | -------- | --- | --- |
| Відкритий чемпіонат Австралії | A        | 2R       | 2R       |       | A        | 2R       | 0/3 | 3–3 |
| Відкритий чемпіонат Франції   | A        | 1R       | A        |       | 1R       | 1R       | 0/3 | 0–3 |
| Вімблдон                      | A        | 1R       | A        |       | NH       | A        | 0/1 | 0–1 |
| Відкритий чемпіонат США       | 1R       | 2R       | A        |       | A        |          | 0/2 | 1–2 |
| Виграш – програш              | 0–1      | 2–4      | 1–1      |       | 0–0      | 1–2      | 0/9 | 4–9 |

Нотатки
1. ↑  Перша Premier 5 подія року змінювалась між Dubai Tennis Championships та Qatar Open після 2009 року. Дубай класифікували як Прем'єр-5 події з 2009–2011 рр. до того, як його змінить Доха на період 2012–2014 рр. У 2015 році Дубай повернув собі статус Прем'єр-5, а Доху понизили до статусу прем'єр. З тих пір два турніри щороку змінювали статус.
2. ↑  У 2014 р. Pan Pacific Open було знижено до прем'єр-події та замінено на Wuhan Open.

## Фінали турнірів WTA

### Одиночний розряд: 3 (3 поразки)
| Легенда                          |
| -------------------------------- |
| Турніри Великого шолома          |
| Premier M & Premier 5 / WTA 1000 |
| Прем'єр / WTA 500                |
| Міжнародний / WTA 250            |

| Фінали за поверхнею |
| ------------------- |
| Хард (0–1)          |
| Глина (0–2)         |
| Трава (0–0)         |
| Килим (0–0)         |

| Результат | В – П | Дата         | Турнір                              | Рівень      | Поверхня       | Суперник             | Рахунок       |
| --------- | ----- | ------------ | ----------------------------------- | ----------- | -------------- | -------------------- | ------------- |
| Програш   | 0–1   | жовтень 2015 | Відкритий Тяньцзінь, Китай          | Міжнародний | Хард           | Агнешка Радванська   | 1–6, 2–6      |
| Програш   | 0–2   | Квітень 2016 | Кубок Стамбула, Туреччина           | Міжнародний | Глина          | Чагла Бююкакчай      | 6–3, 2–6, 3–6 |
| Програш   | 0–3   | Квітень 2021 | Відкритий чемпіонат Чарльстона, США | WTA 500     | Глина (зелена) | Вероніка Кудерметова | 4–6, 2–6      |

### Парний розряд: 5 (1 перемога, 4 поразки)
| Легенда                 |
| ----------------------- |
| Турніри Великого шолома |
| Premier M & Premier 5   |
| Прем'єр                 |
| Міжнародний             |

| Фінали за поверхнею |
| ------------------- |
| Хард (0–2)          |
| Глина (1–2)         |
| Трава (0–0)         |
| Килим (0–0)         |

| Результат | В – П | Дата          | Турнір                          | Рівень      | Поверхня | Партнер          | Суперники                        | Рахунок          |
| --------- | ----- | ------------- | ------------------------------- | ----------- | -------- | ---------------- | -------------------------------- | ---------------- |
| Виграш    | 1–0   | Липень 2015   | Гаштайн Леді, Австрія           | Міжнародний | Глина    | Стефані Фогт     | Лара Арруабаррена Люсі Градецька | 4–6, 6–4, [10–3] |
| Програш   | 1–1   | Січень 2016   | Відкритий Окленд, Нова Зеландія | Міжнародний | Хард     | Барбора Стрицова | Еліз Мертенс Ан-Софі Местах      | 6–2, 3–6, [5–10] |
| Програш   | 1–2   | Квітень 2016  | Кубок Стамбула, Туреччина       | Міжнародний | Глина    | Ксенія Нолл      | Андреа Міту Іпек Сойлу           | без              |
| Програш   | 1–3   | липень 2018   | Відкритий Бухарест, Румунія     | Міжнародний | Глина    | Марина Заневська | Ірина-Камелія Бегу Андреа Міту   | 3–6, 4–6         |
| Програш   | 1–4   | вересень 2018 | Відкритий Гуанчжоу, Китай       | Міжнародний | Хард     | Віра Лапко       | Монік Адамчак Джессіка Мур       | 6–4, 5–7, [4–10] |

## Фінали серії WTA 125K

### Одиночний розряд: 1 (поразка)
| Результат | В–П | Дата        | Турнір              | Поверхня | Суперник   | Рахунок  |
| --------- | --- | ----------- | ------------------- | -------- | ---------- | -------- |
| Програш   | 0–1 | Липень 2019 | Båstad Open, Швеція | Глина    | Дой Місакі | 4–6, 4–6 |

### Парний розряд: 2 (поразка)
| Результат | В–П | Дата          | Турнір                     | Поверхня  | Партнер         | Суперники                     | Рахунок             |
| --------- | --- | ------------- | -------------------------- | --------- | --------------- | ----------------------------- | ------------------- |
| Програш   | 0–1 | Березень 2019 | Båstad Open, Швеція        | Глина     | Алекса Гуарачі  | Дой Місакі Наталія Вихлянцева | 5–7, 7–6(4), [7–10] |
| Програш   | 0–2 | Листопад 2019 | Taipei Challenger, Тайвань | Килим (i) | Даліла Якупович | Лі Йа-гсуан Ву Фанг-гсіен     | 6–4, 4–6, [7–10]    |

## Фінал ITF Circuit
| Легенда                   |
| ------------------------- |
| Турніри $100 000          |
| Турніри $80 000           |
| Турніри $50 000 / $60 000 |
| Турніри $25 000           |
| Турніри $10 000           |

### Одиночний розряд: 20 (12 перемог, 8 поразок)
| Результат | В–П  | Дата          | Турнір                          | Рівень  | Поверхня  | Суперник             | Рахунок       |
| --------- | ---- | ------------- | ------------------------------- | ------- | --------- | -------------------- | ------------- |
| Виграш    | 1–0  | Жовтень 2010  | ITF Dobrich, Болгарія           | 10,000  | Глина     | Ізабела Шиникова     | 6–4, 6–3      |
| Програш   | 1–1  | Червень 2011  | ITF Nyíregyháza, Угорщина       | 10,000  | Глина     | Сімона Добра         | 4–6, 2–6      |
| Виграш    | 2–1  | Червень 2011  | ITF Balş, Румунія               | 10,000  | Глина     | Аліса-Андрада Раду   | 6–0, 6–1      |
| Програш   | 2–2  | Вересень 2011 | ITF Podgorica, Чорногорія       | 25,000  | Глина     | Паула Ормаечеа       | 1–6, 1–6      |
| Виграш    | 3–2  | Квітень 2012  | ITF Tlemcen, Алжир              | 10,000  | Глина     | Александра Романова  | 6–2, 6–2      |
| Виграш    | 4–2  | Липень 2012   | Bella Cup Toruń, Польща         | 25,000  | Глина     | Паула Канья-Хадун    | 6–3, 4–6, 6–3 |
| Виграш    | 5–2  | Липень 2013   | ITF Ystad, Швеція               | 25,000  | Глина     | Мелані Клаффнер      | 6–3, 6–3      |
| Виграш    | 6–2  | Червень 2013  | ITF Kristinehamn, Швеція        | 25,000  | Глина     | Джасміна Тінйіч      | 6–1, 7–5      |
| Виграш    | 7–2  | Травень 2014  | Open Saint-Gaudens, Франція     | 50,000  | Глина     | Полін Пармантьє      | 6–1, 6–2      |
| Програш   | 7–3  | Березень 2015 | ITF Curitiba, Бразилія          | 25,000  | Глина     | Лурдес Домінгес Ліно | 6–4, 2–6, 3–6 |
| Виграш    | 8–3  | Травень 2015  | Trnava Open, Словаччина         | 100,000 | Глина     | Маргарита Гаспарян   | 7–5, 6–3      |
| Виграш    | 9–3  | Липень 2016   | Open de Marseille, Франція      | 100,000 | Глина     | Hsieh Su-wei         | 6–2, 6–3      |
| Програш   | 9–4  | Липень 2017   | Hódmezövásárhely Open, Угорщина | 60,000  | Глина     | Міхаела Бузарнеску   | 2–6, 1–6      |
| Програш   | 9–5  | Липень 2017   | Budapest Open, Угорщина         | 100,000 | Глина     | Яна Чепелова         | 4–6, 3–6      |
| Програш   | 9–6  | Серпень 2017  | Vancouver Open, Канада          | 100,000 | Хард      | Марина Заневська     | 7–5, 1–6, 3–6 |
| Програш   | 9–7  | Mar 2019      | ITF São Paulo, Бразилія         | 25,000  | Глина     | Луїса Чіріко         | 0–6, 2–6      |
| Виграш    | 10–7 | Березень 2019 | ITF Campinas, Бразилія          | 25,000  | Глина     | Джулія Грабхер       | 6–2, 3–6, 6–3 |
| Виграш    | 11–7 | Червень 2019  | ITF Ystad, Швеція               | 25,000  | Глина     | Richèl Hogenkamp     | 2–6, 6–3, 6–3 |
| Програш   | 11–8 | Jul 2019      | Open de Biarritz, Франція       | 80,000  | Глина     | Вікторія Томова      | 2–6, 7–5, 5–7 |
| Виграш    | 12–8 | Oct 2019      | ITF Székesfehérvár, Угорщина    | 100,000 | Глина (i) | Ірина-Камелія Бегу   | 6–4, 3–6, 6–3 |

### Парний розряд: 11 (4 перемоги, 7 поразок)
| Результат | В–П | Дата          | Турнір                          | Рівень  | Поверхня  | Партнер            | Суперники                            | Рахунок          |
| --------- | --- | ------------- | ------------------------------- | ------- | --------- | ------------------ | ------------------------------------ | ---------------- |
| Програш   | 0–1 | Вересень 2011 | Royal Cup Podgorica, Чорногорія | 25,000  | Глина     | Даніца Крстаіч     | Коріна Дентонні Флоренсія Молінеро   | 4–6, 7–5, [5–10] |
| Програш   | 0–2 | Жовтень 2011  | ITF Lagos, Нігерія              | 25,000  | Килим (i) | Еліна Світоліна    | Мелані Клаффнер Агнеш Сатмарі        | 0–6, 7–6, [5–10] |
| Програш   | 0–3 | Квітень 2013  | ITF Mamaia, Румунія             | 25,000  | Глина     | Тадея Маєрич       | Елена Богдан Ралука Олару            | 6–7(4), 3–6      |
| Програш   | 0–4 | Вересень 2012 | ITF La Marsa, Туніс             | 25,000  | Глина     | Лаура Пігоссі      | Река Луца Яні Євгенія Пашкова        | 3–6, 6–4, [5–10] |
| Виграш    | 1–4 | Травень 2012  | ITF Caserta, Італія             | 25,000  | Глина     | Рената Ворачова    | Елена Богдан Крістіна Діну           | 6–4, 7–6(3)      |
| Виграш    | 2–4 | Лютий 2015    | ITF São Paulo, Бразилія         | 25,000  | Глина     | Андрееа Міту       | Татьяна Буа Паула Крістіна Гонсалвес | 6–2, 7–5         |
| Виграш    | 3–4 | Липень 2015   | Grand Est Open, Франція         | 100,000 | Глина     | Оксана Калашнікова | Ірина Рамялісон Констанц Сібіле      | 2–6, 6–3, [10–6] |
| Програш   | 3–5 | Березень 2018 | Zhuhai Open, China              | 60,000  | Хард      | Хібіно Нао         | Анна Блинкова Леслі Керкхове         | 5–7, 4–6         |
| Програш   | 3–6 | Березень 2018 | Shenzhen Open, Китай            | 60,000  | Хард      | Ванг Синьюй        | Ганна Калінська Вікторія Кужмова     | 4–6, 6–1, [7–10] |
| Програш   | 3–7 | Липень 2018   | Hódmezövásárhely Open, Угорщина | 60,000  | Глина     | Ніна Стоянович     | Река Луца Яні Надія Подороська       | 4–6, 4–6         |
| Виграш    | 4–7 | Березень 2019 | ITF Campinas, Бразилія          | 25,000  | Глина     | Лаура Пігоссі      | Кароліна Мелігені Алвес Габріела Се  | 6–3, 6–2         |

## Інші фінали

### Одиночний
| Результат | Рік  | Чемпіонат                | Поверхня | Суперник            | Рахунок  |
| --------- | ---- | ------------------------ | -------- | ------------------- | -------- |
| Золото    | 2015 | Ігри малих держав Європи | Глина    | Катінка фон Дейхман | 6–0, 6–1 |

## Рекорди

### Перемога у топ-10 гравців
| Сезон    | 2016 рік | . . . | 2020 рік | Разом |
| -------- | -------- | ----- | -------- | ----- |
| Перемога | 1        |       | 1        | 2     |

| #        | Гравець        | Місце | Подія                      | Поверхня | Rd | Рахунок  |
| -------- | -------------- | ----- | -------------------------- | -------- | -- | -------- |
| 2016 рік |                |       |                            |          |    |          |
| 1.       | Роберта Вінчі  | No 8  | Відкритий Мадрид, Іспанія  | Глина    | 1R | 6–4, 6–2 |
| 2020 рік |                |       |                            |          |    |          |
| 2.       | Белінда Бенчич | №10   | Відкритий чемпіонат Італії | Глина    | 2R | 6–3, 6–1 |

## Підсумкове місце в рейтингу WTA за роками
| Рік  | Одиночний рейтинг | Парний рейтинг |
| 2020 | 77                | 172            |
| 2019 | 88                | 140            |
| 2018 | 182               | 112            |
| 2017 | 118               | 140            |
| 2016 | 74                | 83             |
| 2015 | 58                | 106            |
| 2014 | 109               | 214            |
| 2013 | 170               | 395            |
| 2012 | 295               | 351            |
| 2011 | 354               | 450            |
| 2010 | 687               |                |